# Elle Québec
 (octobre 2014).
Si vous disposez d'ouvrages ou d'articles de référence ou si vous connaissez des sites web de qualité traitant du thème abordé ici, merci de compléter l'article en donnant les références utiles à sa vérifiabilité et en les liant à la section « Notes et références ».
Elle Québec est l'édition mensuelle québécoise du magazine Elle, elle existe depuis 1989. Le magazine traite de mode, de beauté, de culture et de société. Elle Québec inspire, divertit et informe les femmes au moyen de reportages pertinents, servis par une iconographie et un angle journalistique recherchés.

## Description
Édité par KO Média, le magazine Elle Québec est un mensuel en format papier. Le prix de la publication en kiosque est de 5,99 $CAN. 
Selon les résultats du sondage PMB automne 2012, le lectorat annuel du magazine Elle Québec est de 797 000, une augmentation de 2 % par rapport au lectorat évalué en 2011. Le public cible du magazine est la femme francophone du Canada, âgées de 18 à 49 ans dont le revenu familial est d'environ 75 000 $CAN et plus.
L'équipe du Elle Québec est constituée de Sophie Banford, éditrice, Annie Horth, directrice de création et de Joanie Pietracupa, rédactrice en chef. 
Le magazine Elle est diffusé dans plus d'une quarantaine de pays.